# Gamma Pavonis
Gamma Pavonis is een Type-F hoofdreeksster met een spectraalklasse van F9.V. De ster bevindt zich 30,2 lichtjaar van de zon.